# Hác Hải Đông
Hác Hải Đông (chữ Hán: 郝海东; bính âm: Hǎo Hǎidōng; sinh ngày 25 tháng 8 năm 1970) là một cựu cầu thủ bóng đá người Trung Quốc. Trong vai trò của một cầu thủ bóng đá, ông chơi ở vị trí tiền đạo và nổi danh trong màu áo của câu lạc bộ Đại Liên Thực Đức (trước đó còn biết đến với tên gọi Đường sắt Đại Liên) như mà một tay ghi bàn hàng đầu và là ngôi sao của câu lạc bộ. Ông cũng có sự nghiệp vẻ vang trong màu áo của đội tuyển quốc gia Trung Quốc khi cùng với các cầu thủ như Lý Thiết (Li Tie), Vương Bằng (Wang Peng)... làm nên nhiều thành công của đội bóng.
Ngày 4 tháng 6 năm 2020, Hác Hải Đông bị xóa tên khỏi lịch sử thể thao Trung Quốc vì có hành động bị nhà nước Trung Quốc cho là chống chế độ.

## Thống kê sự nghiệp

### Bàn thắng cho đội tuyển quốc gia
| 1                                 | 8 tháng 11 năm 1992  | Hiroshima Big Arch, Hiroshima, Nhật Bản                                    | UAE                  | 1–1  | 1–1 (4–3 ph.đ.) | Asian Cup 1992               |
| 2                                 | 22 tháng 5 năm 1993  | Sân vận động Al Hassan, Irbid, Jordan                                      | Pakistan             | 4–0  | 5–0             | Vòng loại World Cup 1994     |
| 3                                 | 12 tháng 6 năm 1993  | Trung tâm Thể thao Thành Đô, Thành Đô, Trung Quốc                          | Pakistan             | 2–0  | 3–0             | Vòng loại World Cup 1994     |
| 4                                 | 26 tháng 10 năm 1995 | Sân vận động Công nhân, Bắc Kinh, Trung Quốc                               | Colombia             | 1–0  | 2–1             | Giao hữu                     |
| 5                                 | 30 tháng 1 năm 1996  | Sân vận động Vượng Giác, Hồng Kông                                         | Ma Cao               | 6–1  | 7–1             | Vòng loại Asian Cup 1996     |
| 6                                 | 1 tháng 2 năm 1996   | Sân vận động Vượng Giác, Hồng Kông                                         | Philippines          | 1–0  | 7–0             | Vòng loại Asian Cup 1996     |
| 7                                 | 1 tháng 2 năm 1996   | Sân vận động Vượng Giác, Hồng Kông                                         | Philippines          | 2–0  | 7–0             | Vòng loại Asian Cup 1996     |
| 8                                 | 1 tháng 2 năm 1996   | Sân vận động Vượng Giác, Hồng Kông                                         | Philippines          | 4–0  | 7–0             | Vòng loại Asian Cup 1996     |
| 9                                 | 28 tháng 6 năm 1996  | Bắc Kinh, Trung Quốc                                                       | New Zealand          | 1–0  | 2–0             | Giao hữu                     |
| 10                                | 17 tháng 7 năm 1996  | Bắc Kinh, Trung Quốc                                                       | Uruguay              | 1–1  | 1–1             | Giao hữu                     |
| 11                                | 25 tháng 9 năm 1996  | Seoul, Hàn Quốc                                                            | Hàn Quốc             | 1–0  | 1–3             | Giao hữu                     |
| 12                                | 26 tháng 11 năm 1996 | Quảng Châu, Trung Quốc                                                     | Hàn Quốc             | 1–1  | 2–3             | Giao hữu                     |
| 13                                | 16 tháng 12 năm 1996 | Abu Dhabi, Các Tiểu vương quốc Ả Rập Thống nhất                            | Ả Rập Xê Út          | 1–0  | 3–4             | Asian Cup 1996               |
| 14                                | 29 tháng 1 năm 1997  | Trung tâm Thể thao Thác Đông Côn Minh, Côn Minh, Trung Quốc                | Hoa Kỳ               | 1–0  | 2–1             | Giao hữu                     |
| 15                                | 23 tháng 2 năm 1997  | Sân vận động Merdeka, Kuala Lumpur, Malaysia                               | Phần Lan             | 2–1  | 2–1             | Dunhill Cup 1997             |
| 16                                | 2 tháng 3 năm 1997   | Sân vận động Merdeka, Kuala Lumpur, Malaysia                               | Bosna và Hercegovina | 3–0  | 3–0             | Dunhill Cup 1997             |
| 17                                | 20 tháng 4 năm 1997  | Sân vận động Công nhân, Bắc Kinh, Trung Quốc                               | Myanmar              | 2–0  | 5–0             | Giao hữu                     |
| 18                                | 11 tháng 5 năm 1997  | Sân vận động Pamir, Dushanbe, Tajikistan                                   | Tajikistan           | 1–0  | 1–0             | Vòng loại World Cup 1998     |
| 19                                | 25 tháng 5 năm 1997  | Sân vận động Thống Nhất, Thành phố Hồ Chí Minh, Việt Nam                   | Việt Nam             | 3–1  | 3–1             | Vòng loại World Cup 1998     |
| 20                                | 22 tháng 6 năm 1997  | Sân vận động Công nhân, Bắc Kinh, Trung Quốc                               | Việt Nam             | 2–0  | 4–0             | Vòng loại World Cup 1998     |
| 21                                | 26 tháng 9 năm 1997  | Sân vận động Jassim bin Hamad, Doha, Qatar                                 | Qatar                | 1–1  | 1–1             | Vòng loại World Cup 1998     |
| 22                                | 10 tháng 10 năm 1997 | Sân vận động Kazma SC, Thành phố Kuwait, Kuwait                            | Kuwait               | 1–0  | 2–1             | Vòng loại World Cup 1998     |
| 23                                | 6 tháng 11 năm 1997  | Sân vận động Nhà vua Fahd, Riyadh, Ả Rập Xê Út                             | Ả Rập Xê Út          | 1–1  | 1–1             | Vòng loại World Cup 1998     |
| 24                                | 27 tháng 6 năm 1998  | Sân vận động Rajamangala, Băng Cốc, Thái Lan                               | Thái Lan             | 3–0  | 3–0             | Giao hữu                     |
| 25                                | 10 tháng 12 năm 1998 | Sân vận động Supachalasai, Băng Cốc, Thái Lan                              | Oman                 | 1–0  | 6–1             | Đại hội Thể thao châu Á 1998 |
| 26                                | 14 tháng 12 năm 1998 | Sân vận động Supachalasai, Băng Cốc, Thái Lan                              | Turkmenistan         | 3–0  | 3–0             | Đại hội Thể thao châu Á 1998 |
| 27                                | 16 tháng 1 năm 2000  | Sân vận động Thiên Hà, Quảng Châu, Trung Quốc                              | Uruguay              | 1–0  | 1–0             | Four Nations Tournament 2000 |
| 28                                | 23 tháng 1 năm 2000  | Sân vận động Thống Nhất, Thành phố Hồ Chí Minh, Việt Nam                   | Philippines          | 4–0  | 8–0             | Vòng loại Asian Cup 2000     |
| 29                                | 26 tháng 1 năm 2000  | Sân vận động Thống Nhất, Thành phố Hồ Chí Minh, Việt Nam                   | Guam                 | 1–0  | 19–0            | Vòng loại Asian Cup 2000     |
| 30                                | 26 tháng 1 năm 2000  | Sân vận động Thống Nhất, Thành phố Hồ Chí Minh, Việt Nam                   | Guam                 | 9–0  | 19–0            | Vòng loại Asian Cup 2000     |
| 31                                | 26 tháng 1 năm 2000  | Sân vận động Thống Nhất, Thành phố Hồ Chí Minh, Việt Nam                   | Guam                 | 10–0 | 19–0            | Vòng loại Asian Cup 2000     |
| 32                                | 26 tháng 1 năm 2000  | Sân vận động Thống Nhất, Thành phố Hồ Chí Minh, Việt Nam                   | Guam                 | 12–0 | 19–0            | Vòng loại Asian Cup 2000     |
| 33                                | 5 tháng 8 năm 2001   | Sân vận động Thượng Hải, Thượng Hải, Trung Quốc                            | Trinidad và Tobago   | 1–0  | 3–0             | Four Nations Tournament 2001 |
| 34                                | 25 tháng 8 năm 2001  | Sân vận động Trung tâm Thể thao Olympic Thẩm Dương, Thẩm Dương, Trung Quốc | UAE                  | 3–0  | 3–0             | Vòng loại World Cup 2002     |
| 35                                | 13 tháng 10 năm 2001 | Sân vận động Trung tâm Thể thao Olympic Thẩm Dương, Thẩm Dương, Trung Quốc | Qatar                | 3–0  | 3–0             | Vòng loại World Cup 2002     |
| 36                                | 3 tháng 2 năm 2004   | Sân vận động Thiên Hà, Quảng Châu, Trung Quốc                              | Phần Lan             | 2–1  | 2–1             | Giao hữu                     |
| 37                                | 18 tháng 2 năm 2004  | Sân vận động Thiên Hà, Quảng Châu, Trung Quốc                              | Kuwait               | 1–0  | 1–0             | Vòng loại World Cup 2006     |
| 38                                | 31 tháng 3 năm 2004  | Sân vận động Thể thao Siu Sai Wan, Hồng Kông                               | Hồng Kông            | 1–0  | 1–0             | Vòng loại World Cup 2006     |
| 39                                | 9 tháng 6 năm 2004   | Sân vận động bóng đá TEDA, Thiên Tân, Trung Quốc                           | Malaysia             | 1–0  | 4–0             | Vòng loại World Cup 2006     |
| 40                                | 21 tháng 7 năm 2004  | Sân vận động Công nhân, Bắc Kinh, Trung Quốc                               | Indonesia            | 2–0  | 5–0             | Asian Cup 2004               |
| 41                                | 30 tháng 7 năm 2004  | Sân vận động Công nhân, Bắc Kinh, Trung Quốc                               | Iraq                 | 1–0  | 3–0             | Asian Cup 2004               |
| Tính đến ngày 7 tháng 10 năm 2015 |                      |                                                                            |                      |      |                 |                              |